# Dioptis melda
Dioptis melda är en fjärilsart som beskrevs av Jean Baptiste Boisduval 1870. Dioptis melda ingår i släktet Dioptis och familjen tandspinnare. Inga underarter finns listade i Catalogue of Life.